# Henry Finch-Hatton (13e comte de Winchilsea)
Henry Stormont Finch-Hatton, 13e comte de Winchilsea et 8e comte de Nottingham (3 novembre 1852 - 14 août 1927) est un pair anglais.

## Jeunesse
Il est le troisième fils de George Finch-Hatton, 10e comte de Winchilsea (1791–1858) et de sa troisième épouse Frances Margaretta Rice (1820–1909). Ses grands-parents maternels sont Edward Royd Rice, député de Douvres de 1847 à 1857, et Elizabeth Knight.
Il fait ses études au Collège d'Eton et est inscrit au Balliol College d'Oxford en 1874, bien qu'il ne soit resté à l'université que pendant un an.

## Carrière
De 1875 à 1887, il est éleveur de bétail et orpailleur dans le Queensland, en Australie. Son frère Harold Finch-Hatton le rejoint dans le Queensland, s'installant dans la région de Mackay de 1875 à 1883 et rédige un récit de ses expériences, intitulé Advance Australia.
En 1898, son frère aîné, Murray Finch-Hatton (12e comte de Winchilsea) meurt et il n'a qu'une fille, par conséquent, Henry Stormont Finch-Hatton lui succède, devenant à la fois le comte de Winchilsea et de Nottingham.

## Vie privée
Le 12 janvier 1882 à l'église St Peter, Eaton Square, il épouse Anne Jane Codrington (décédée le 20 juin 1924), fille de l'amiral Sir Henry Codrington (en) et d'Helen Jane Smith. Ils ont trois enfants :
1. Lady Gladys Margaret Finch-Hatton (1882–1964), qui épouse le capitaine Osmond Trahairn Deudraeth Williams (1883–1915), deuxième fils de Sir Osmond Williams (1er baronnet)[1]
2. Guy Finch-Hatton (14e comte de Winchilsea) (1885–1939), qui épouse l'héritière américaine Margaretta Armstrong Drexel et succède à son père.
3. Denys Finch Hatton (1887–1931), décédé célibataire en Afrique de l'Est, tué dans un accident d'avion.

Il meurt à Londres le 14 août 1927 à l'âge de 74 ans et est inhumé à Ewerby, Lincolnshire.